# NGC 654
NGC 654 је расејано звездано јато у сазвежђу Касиопеја које се налази на NGC листи објеката дубоког неба.
Деклинација објекта је + 61° 52' 58" а ректасцензија 1h 43m 59,4s. Привидна величина (магнитуда) објекта NGC 654 износи 6,5. NGC 654 је још познат и под ознакама OCL 330.